# Biliești (gmina)
Biliești – gmina w Rumunii, w okręgu Vrancea. Obejmuje tylko jedną miejscowość Biliești. W 2011 roku liczyła 1833 mieszkańców.